# Xanthopappus
Xanthopappus é um género botânico pertencente à família Asteraceae.